# Гардения
Гарде́ния (лат. Gardénia) — род тропических растений семейства Мареновые (Rubiaceae).
Род назван в честь Александра Гардена (1730—1791), американского натуралиста и врача шотландского происхождения.

## Ботаническое описание
Вечнозелёные кустарники, редко деревья, у иных видов с колючками. Стебель деревянистый, разветвлённый; побеги крепкие, голые или опушённые.
Листья глянцевитые, супротивные, редко в мутовках по 3, с треугольными прилистниками. Имеют перистопетлевидное жилкование и накрест-супротивное листорасположение.
Цветки белые и жёлтые, одиночно расположенные в пазухах листьев, редко на концах ветвей; чашечка трубчатая, яйцевидная или коническая, венчик колокольчатый или воронковидный, с 5—9 тычинками, прикреплёнными к основанию; завязь одно- или двугнёздая.
Плод сидячий, грушевидный или цилиндрический, многосемянный, мясистый или сухой, различно растрескивающийся, у разных видов.

## Распространение
Встречается в Южной Африке, Южной Америке, а также Восточной и Юго-Восточной Азии.

## Хозяйственное значение и применение
Как комнатное растение больше всего в культуре распространена гардения жасминовидная (Gardenia jasminoides).

## Таксономия
Gardenia jasminoides J.Ellis, 1761, Philos. Trans. 51(2): 935, pl. 23. 

### Синонимы
В синонимику рода входят следующие названия:
- Berghias Sonn., 1776, nom. inval.
- Caquepiria J.F.Gmel., 1791
- Decameria Welw., 1859
- Kumbaya Endl. ex Steud., 1840, nom. inval.
- Piringa Juss., 1820
- Pleimeris Raf., 1838
- Sahlbergia Neck., 1790, nom. inval.
- Sulipa Blanco, 1837
- Thunbergia Montin, 1773, nom. rej.
- Varneria L., 1759, nom. inval.
- Yangapa Raf., 1838

### Виды
По информации базы данных The Plant List, род включает 134 вида:
- Gardenia brighamii H.Mann — Гардения Бригама
- Gardenia carinata Wall. ex Roxb. — Гардения килеватая
- Gardenia jasminoides J.Ellis typus[1] — Гардения жасминовидная, или Гардения укореняющаяся, или капский жасмин
- Gardenia ovularis F.M.Bailey — Гардения овальнолистная
- Gardenia taitensis DC. — Гардения таитянская, или Тиаре
- Gardenia thunbergia Thunb. — Гардения Тунберга
- Gardenia tubifera Wall. ex Roxb. — Гардения трубконосная